# Tweede afzettingsprocedure tegen Donald Trump
De tweede afzettingsprocedure (Engels: impeachment)  tegen Donald Trump, de 45e president van de Verenigde Staten, vond plaats in februari 2021. Op 13 januari 2021 stemde het Huis van Afgevaardigden, waarin de Democraten een meerderheid hebben, over een zogenaamd article of impeachment tegen hem. Hiermee werd Trump de eerste president in de geschiedenis van de Verenigde Staten die tweemaal in beschuldiging gesteld (impeached) is.
Na het aannemen van het article of impeachment op 13 januari 2021 door het Huis van Afgevaardigden werd in de Senaat een proces opgestart over de geuite beschuldigingen. Trump werd op 13 februari 2021 vrijgesproken, met 57 stemmen voor en 43 tegen. Voor een veroordeling zou een 2/3-meerderheid nodig zijn geweest.

## Aanleiding en inhoud
De inbeschuldigingstellingsprocedure werd opgestart in de nasleep van de Amerikaanse Presidentsverkiezingen die op 3 november 2020 georganiseerd werden en werden gewonnen door de Democratische presidentskandidaat Joe Biden. Op 6 januari 2021 werd de bekrachtiging van de verkiezingsresultaten door het Amerikaans Congres onderbroken doordat aanhangers van Donald Trump het Capitool, waar dit plaatsvond, bestormden. Kort daarvoor had de toenmalig president Donald Trump zijn aanhangers aangespoord om het Capitool te bestormen en het certifiëren van de verkiezingsuitslag te verstoren. Hij wordt daarom beschuldigd van opruiing.

## Inbeschuldigingstellingsprocedure in het Huis van Afgevaardigden
Vicepresident Mike Pence had, na een ultimatum van de voorzitster van het Huis van Afgevaardigden, Nancy Pelosi, geweigerd om Trump uit zijn ambt te ontheffen door het vijfentwintigste amendement van de Grondwet van de Verenigde Staten in te roepen. Vervolgens werd op 11 januari 2021 het "article of impeachment" ingediend in het Huis van Afgevaardigden. Tot deze aanklacht werd op 13 januari 2021 besloten in het Huis van Afgevaardigden.
| Partij       | Partij             | Article I (incitement of insurrection) | Article I (incitement of insurrection) | Article I (incitement of insurrection)                                             |
| Partij       | Partij             | Voor | Tegen                                  | Onthouden                                                                          |
| ------------ | ------------------ | --- | -------------------------------------- | ---------------------------------------------------------------------------------- |
|              | Democratisch (222) | 222 | –                                      | –                                                                                  |
|              | Republikeins (211) | 10 Liz Cheney (WY‑AL) Anthony Gonzalez (OH‑16) Jaime Herrera Beutler (WA‑3) John Katko (NY‑24) Adam Kinzinger (IL‑16) Peter Meijer (MI‑3) Dan Newhouse (WA‑4) Tom Rice (SC‑7) Fred Upton (MI‑6) David Valadao (CA‑21) | 197                                    | 4 Kay Granger (TX‑12) Andy Harris (MD‑1) Greg Murphy (NC‑3) Daniel Webster (FL‑11) |
| Totaal (433) | Totaal (433)       | 232 | 197                                    | 4                                                                                  |
| Uitslag      | Uitslag            | Aangenomen | Aangenomen                             | Aangenomen                                                                         |

Van de tien Republikeinse Congresleden die de aanklacht steunden, overleefden in 2022 maar twee de voorverkiezingen voor de Congresverkiezingen dat jaar. De andere acht werden verslagen door Trump-aanhangers.

## Afzettingsprocedure in de Senaat
De officiële aanklacht is op 25 januari 2021 (lokale tijd) door het Huis van Afgevaardigden aan de Senaat overhandigd. Dit is na het aflopen van Trumps reguliere ambtstermijn, waarbij hij werd opgevolgd door Joe Biden; de meeste juristen menen dat de berechting desondanks nog wel kan plaatsvinden. Een daadwerkelijke afzetting is dus niet aan de orde, maar wel een eventueel besluit met tweederdemeerderheid van schuld. In die situatie kan vervolgens met een gewone meerderheid besloten worden dat Trump nooit meer een federaal openbaar ambt kan vervullen.
De Republikeinse minderheidsleider in de Senaat Mitch McConnell wil dat Trump twee weken de tijd krijgt om zich voor te bereiden. De Democratische meerderheidsleider Chuck Schumer zal met hem overleggen over de regels van het proces.
Een motie die stelde dat berechting niet kan plaatsvinden omdat Trump geen president meer is, kreeg 45 voor-, en 55 tegenstemmen.  Dit wordt wel als een indicatie gezien dat een tweederdemeerderheid voor schuldigverklaring lastig wordt.
Trump heeft gereageerd op de aanklacht. Hij stelt dat berechting niet kan plaatsvinden omdat hij geen president meer is. Wat gezien wordt als opruiing vindt hij vallen onder vrijheid van meningsuiting. Raskin heeft Trump verzocht onder ede te komen getuigen, voor of tijdens zijn proces. Raskin dreigt niet met een dagvaarding, maar stelt wel dat de weigering in Trumps nadeel kan werken. Trump weigert.
Op 9 februari 2021 heeft een meerderheid in de Amerikaanse Senaat bij een stemming het impeachmentproces tegen Donald Trump grondwettelijk verklaard. De procedure werd met 56 stemmen tegen 44 goedgekeurd, overeenkomstig de stemmen tegen de eerdere motie, met nog een stem extra. Op 13 februari 2021 werd, met 57 stemmen voor en 43 tegen, de vereiste tweederdemeerderheid niet gehaald, waardoor Trump ook nu werd vrijgesproken.
| Partij       | Partij            | Article I (incitement of insurrection) | Article I (incitement of insurrection) |
| Partij       | Partij            | Schuldig | Onschuldig                             |
| ------------ | ----------------- | --- | -------------------------------------- |
|              | Democratisch (48) | 48 | –                                      |
|              | Republikeins (50) | 7 Richard Burr (North Carolina) Bill Cassidy (Louisiana) Susan Collins (Maine) Lisa Murkowski (Alaska) Mitt Romney (Utah) Ben Sasse (Nebraska) Pat Toomey (Pennsylvania) | 43                                     |
|              | Onafhankelijk (2) | 2 Angus King (Maine) Bernie Sanders (Vermont) | –                                      |
| Totaal (100) | Totaal (100)      | 57 | 43                                     |
| Uitslag      | Uitslag           | Onschuldig | Onschuldig                             |

## Aanklagers en advocaten
De hoofdaanklager (lead impeachment manager) bij de berechting is afgevaardigde Jamie Raskin. Trump laat zich verdedigen door Bruce Castor en David Schoen.
| Aanklagers Huis van Afgevaardigden (house managers) | Aanklagers Huis van Afgevaardigden (house managers) | Aanklagers Huis van Afgevaardigden (house managers) | Aanklagers Huis van Afgevaardigden (house managers) | Aanklagers Huis van Afgevaardigden (house managers) |
| Hoofdaanklager Jamie Raskin (Maryland)              | Diana DeGette (Colorado)                            | David Cicilline (Rhode Island)                      | Joaquin Castro (Texas)                              | Eric Swalwell (Californië)                          |
| --------------------------------------------------- | --------------------------------------------------- | --------------------------------------------------- | --------------------------------------------------- | --------------------------------------------------- |
|                                                     |                                                     |                                                     |                                                     |                                                     |
| Ted Lieu (Californië)                               | Joe Neguse (Colorado)                               | Madeleine Dean (Pennsylvania)                       | Stacey Plaskett (Amerikaanse Maagdeneilanden)       |                                                     |
|                                                     |                                                     |                                                     |                                                     |                                                     |

| Advocaten Trump | Advocaten Trump |
| Bruce Castor    | David Schoen    |
| --------------- | --------------- |
|                 |                 |